# TV 05 Wetter
Der TV 05 Wetter ist ein Sportverein aus Wetter im Landkreis Marburg-Biedenkopf. Bekannt ist der Verein durch seine Frauen-Volleyball-Mannschaft, die von 2007 bis 2011 in der Zweiten Volleyball-Bundesliga vertreten war.

## Aufstieg 2007
Mit 16 Siegen aus 18 Spielen sicherte sich die Mannschaft des TV 05 die Meisterschaft in der Regionalliga Süd-West. Da alle weiteren zur Relegation berechtigten Mannschaften verzichteten, stieg Wetter, das vor der Saison eigentlich als Saisonziel nur einen Platz im Mittelfeld abgegeben hatte, direkt in die Zweite Bundesliga auf. Im Juni 2013 ging der Verein mit dem TV Biedenkopf eine Spielgemeinschaft ein, welche seit der Saison 2013/14 als Biedenkopf-Wetter Volleys antritt und zurzeit in der Oberliga beheimatet ist.